# Descalcificación ósea
La descalcificación ósea es el reblandecimiento de los huesos debido a la eliminación de iones de calcio, y puede realizarse como técnica histológica para estudiar los huesos y extraer ADN. Este proceso también se produce de forma natural durante el desarrollo y crecimiento de los huesos, y cuando no se inhibe, puede causar enfermedades como la osteomalacia.

## Histología
Dado que los huesos ricos en calcio son extremadamente difíciles de estudiar, los científicos recurren a la descalcificación ósea para disponer de especímenes para sus investigaciones. Por ejemplo, la descalcificación ósea se ha utilizado para examinar los niveles de cartílago y magnesio con el fin de comprender el deterioro óseo.
Existen dos categorías de agentes descalcificantes para eliminar los iones de calcio: los agentes quelantes y los ácidos. Los ácidos se dividen a su vez en débiles (ácido pícrico, acético y fórmico) y fuertes (ácido nítrico y clorhídrico). Los ácidos ayudan a producir una solución de iones de calcio, mientras que los agentes quelantes absorben los iones de calcio. El agente quelante más utilizado es el ácido etilendiaminotetraacético (EDTA). La descalcificación es un procedimiento largo, ya que las piezas óseas deben dejarse en el agente descalcificador durante días o semanas, dependiendo del tamaño del hueso. 
Existen numerosos métodos para comprobar cuándo se ha completado la descalcificación del hueso, como el examen radiográfico, el análisis químico y la medición de la flexibilidad de la muestra. La descalcificación es necesaria para obtener secciones blandas del hueso utilizando un micrótomo. Cada sección fina del hueso que se corta puede procesarse (véase procesamiento de tejidos) como cualquier otro tejido blando del cuerpo. 